# Ari (langue)
Pour les articles homonymes, voir Ari.
Cet article possède un paronyme, voir Aari (langue).
L'ari est une langue papoue parlée en Papouasie-Nouvelle-Guinée dans la Province ouest.

## Classification
L'ari est un des membres de la famille des langues gogodala-suki, une des familles de langues papoues.

## Sources
- (en) Harald Hammarström, Robert Forkel, Martin Haspelmath, Sebastian Bank, Glottolog, Ari.